# 郑州金惠计算机系统工程
郑州金惠计算机系统工程有限公司，或称金惠公司，是一家成立于1997年，位于郑州国家高新技术产业开发区的IT企业。主营业务是以网络内容（图像/视频）识别为主的信息安全系列产品的研发、销售和服务。

因参与开发网络信息过滤软件绿坝而广受网民非议，不过也有网友认为该软件可避免未成年人受互联网不良信息的影响。

## 资料来源
1. ↑  . 《财经网》. 2009年6月9日  [2025-03-14]. （原始内容存档于2017-12-05）.
2. ↑  . 2009-06-10  [2025-03-14]. （原始内容存档于2018-10-01）.